# Endasys durangensis
Endasys durangensis är en stekelart som beskrevs av Luhman 1990. Endasys durangensis ingår i släktet Endasys och familjen brokparasitsteklar. Inga underarter finns listade i Catalogue of Life.